# بهرآباد (تفتان)
بهرآباد ، روستا و مرکز دهستان نازیل از توابع بخش نازیل شهرستان تفتان در استان سیستان و بلوچستان ایران است.

## جمعیت
جمعیت این روستا براساس سرشماری مرکز آمار ایران در سال ۱۳۹۵، ۳۵۳ نفر (۹۰خانوار) بوده‌است.